# Tschechische Beachhandball-Nationalmannschaft der Juniorinnen
Die tschechische Beachhandball-Nationalmannschaft der Juniorinnen repräsentiert den tschechischen Handballverband als Auswahlmannschaft auf internationaler Ebene bei Länderspielen im Beachhandball gegen Mannschaften anderer nationaler Verbände.
Als Überbau fungiert die A-Nationalmannschaft, männliches Pendant die Tschechische Beachhandball-Nationalmannschaft der Junioren.

## Geschichte
In Tschechien begann sich Beachhandball erst vergleichsweise spät zu etablieren. Seit den späten 2010er Jahren gibt es eine rasante Entwicklung, die sich in der Schaffung nationaler Wettbewerbe und der Gründung der Nationalmannschaften ausdrückt. Die weibliche Nachwuchs-Nationalmannschaft debütierte bei den Junioren-Europameisterschaften 2022, die vor heimischen Publikum in Prag ausgetragen wurde und belegte dort den 12. Platz unter 15 teilnehmenden Mannschaften.

## Teilnahmen
| Olympische Jugendspiele - 2018 (U 18): nicht qualifiziert - 2026 (U 18): Junioren-Weltmeisterschaften - 2017 (U 17): nicht qualifiziert - 2022 (U 18): nicht qualifiziert | Junioren-Europameisterschaften - 2008 (U 18): keine Teilnahme - 2011 (U 19): keine Teilnahme - 2012 (U 18): keine Teilnahme - 2013 (U 19): keine Teilnahme - 2014 (U 18): keine Teilnahme - 2015 (U 19): keine Teilnahme - 2016 (U 16): keine Teilnahme - 2017 (U 17): keine Teilnahme - 2018 (U 18): keine Teilnahme - 2019 (U 17): keine Teilnahme - 2020 (U 16): ausgefallen - 2021 (U 17): keine Teilnahme - 2022 (U 16): 12. - 2023 (U 17): |

- JEM 2022 (U 16): Karolína Blínová • Martina Bočanová • Tereza Buriánková • Dominika Dérerová • Nela Horažďovská • Martina Koňáková • Anna Marková • Lenka Matějková • Nafissatou Mbaye • Martina Svobodová • Viktorie Svobodová • Karolína Žebrová[1]

## Trainer
| Cheftrainer/in - 2022: Petra Vavříková | Co-Trainer/in - 2022: Jana Foksová |